# 둥관터우역
둥관터우역(중국어: 东管头站)은 중국 베이징시 펑타이구 타이핑차오 가도 베이징서역 남로와 리쩌로(丽泽路) 교차점에 위치한 베이징 지하철 14호선의 지하철역이다.리쩌 상무구역의 진입 지연으로 인해 14호선이 동쪽과 서쪽으로 나뉘어 운영되며, 2021년 12월 31일에 임시 개통되었다.

## 역 구조

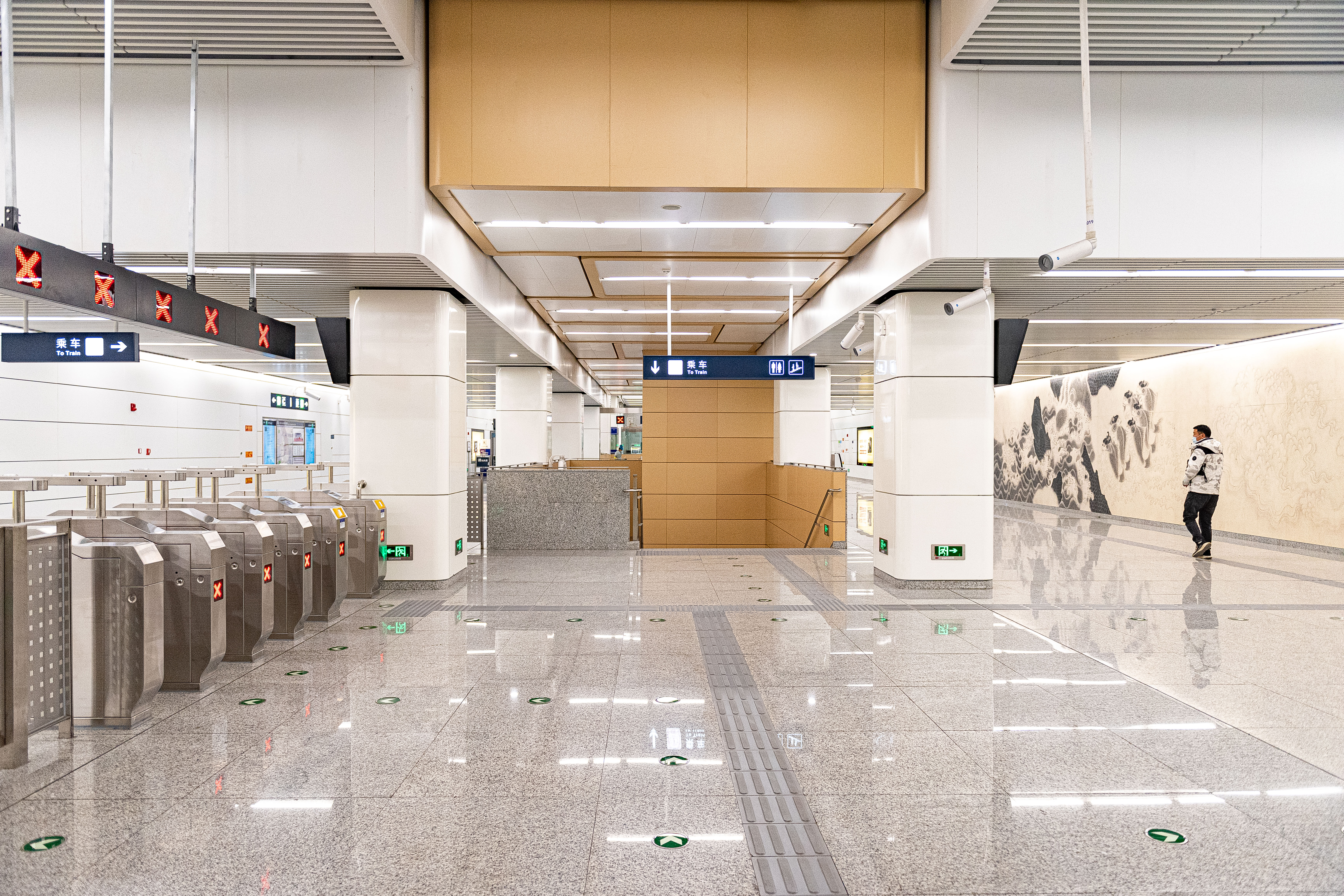
대합실

이번 역은 지하 2층 섬식 역이다. 승강장층에는 벽화 《산해정령(山海精灵)》이 배치돼 있다.

| 지면층          | 지면                            | D출구                                      |
| 지하 1층        | 대합실                          | C출구, 고객 센터, 자동 매표기, 출입 게이트 |
| 지하 2층 승강장 | ←                               | ■ 14호선 장궈좡 방면 (시쥐)                |
| 지하 2층 승강장 | 섬식 승강장, 왼쪽 출입문이 열림 |                                            |
| 지하 2층 승강장 | →                               | ■ 14호선 산거좡 방면 (리쩌 상무구)         |

## 춫ㄹ구
이 역에는 현재 2개의 출입구가 있으며, 그 중 C출구는 교차로 남동쪽 모퉁이의 핑안 행복센터 지하 1층 침하광장에 위치하고 D출구는 교차로 남서쪽 모퉁이에 위치하고 있다.
|                                    |                                      |                                                                           |      |             |
| 출구                               | 지시                                 | 출구 인근                                                                 | 사진 | 무장애 시설 |
| 出口 · C                           | 리쩌로(丽泽路)(남측)                 | 진탕 시롄 빌딩, 핑안 행복센터, 쉐라톤 베이징 신칭하이 호텔, 진상 합동빌딩 |      |             |
| 出口 · D                           | 베이징 서역 남로(北京西站南路)(서측) |                                                                           |      |             |
| 아이콘 설명: 시각 장애인 안내 경로 |                                      |                                                                           |      |             |